# Freddie Oversteegen
Freddie Oversteegen (Schoten, 6 september 1925 – Driehuis, 5 september 2018) was tijdens de Tweede Wereldoorlog een Nederlandse verzetsstrijdster in de Raad van Verzet (RVV). In de oorlogsjaren verrichtte zij veel verzetsactiviteiten met haar zus Truus en Hannie Schaft.
Freddie Oversteegen trad na de oorlog veel minder op de voorgrond dan haar zus Truus. Haar verklaring was: "Ik ben geen held, mijn zus was geen held. Maar we deden wat we moesten doen".
Evenals Hannie Schaft deinsden de zussen Oversteegen er niet voor terug nazi's te liquideren. Hun motief was dat deze vijanden goede mensen doodden. Op de vraag hoeveel mensen ze had geliquideerd, antwoordde Freddie: "Zoiets moet je niet aan soldaten vragen".
Oversteegen zat jarenlang in het bestuur van de Stichting Nationale Hannie Schaft-Herdenking.
Op 15 april 2014 ontvingen Oversteegen en haar zus allebei het Mobilisatie-Oorlogskruis uit handen van minister-president Mark Rutte. Een buitengewone eer omdat de onderscheiding gewoonlijk door de burgemeester wordt uitgereikt.
Enkele maanden later, op 12 juni 2014, onthulden de beide zussen en burgemeester van Haarlem Bernt Schneiders de Truus Oversteegenstraat in de Haarlemse Slachthuisbuurt. In het verlengde ervan ligt de Freddie Oversteegenstraat, beide parallel aan de Hannie Schaftstraat.
Freddie Oversteegen overleed in 2018, één dag voor haar 93e verjaardag.
De roman 'Het meisje met de vlechtjes', geschreven door Wilma Geldof, is gebaseerd op het waargebeurde verzetsverleden van Freddie. Het boek kwam eind 2018 uit en is vertaald in het Duits "Reden ist Verrat", Italiaans, Tsjechisch en Bosnisch.